# Lacus Luxuriae

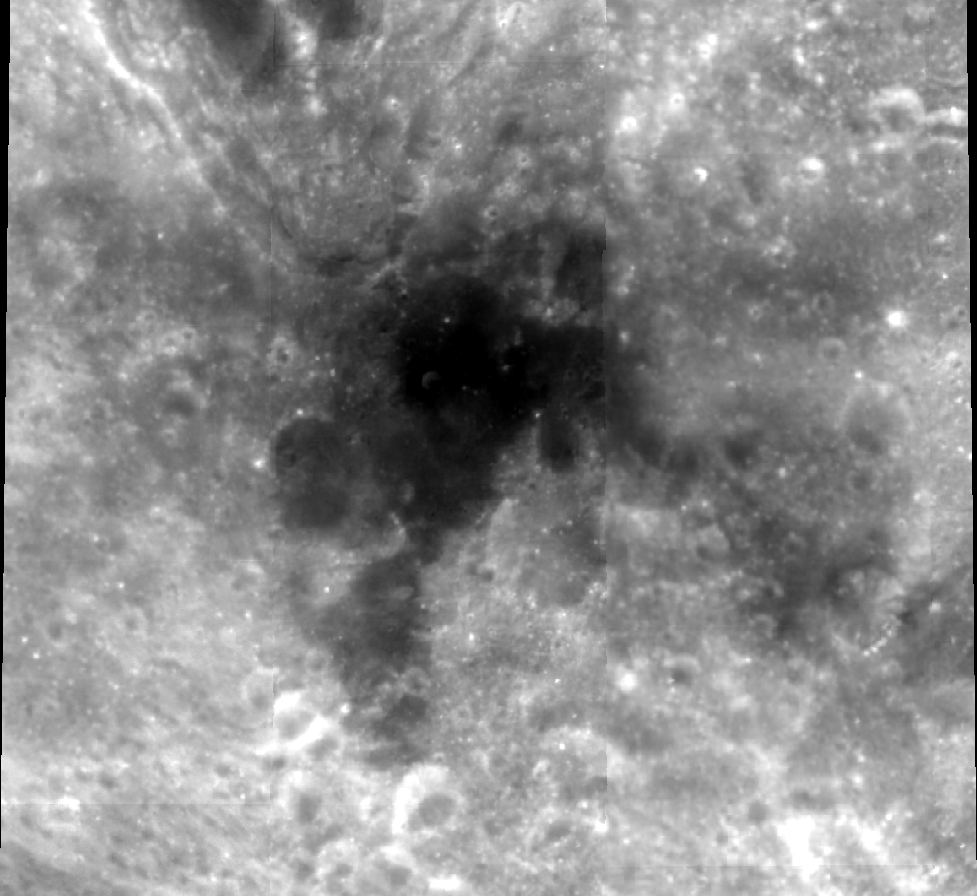
Lacus Luxuriae.

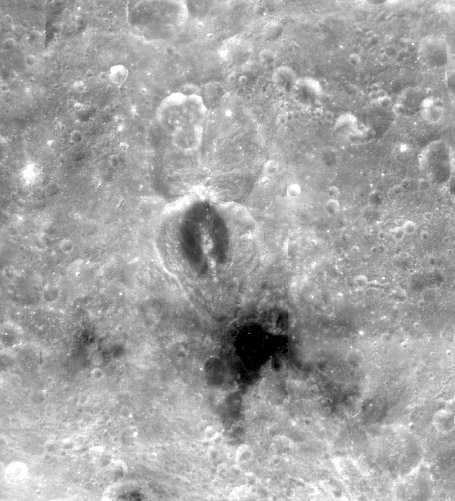
Lacus Luxuriae (tmavá skvrna ve spodní části). Nad ním leží kráter Buys-Ballot.

Lacus Luxuriae (česky Jezero přepychu) je malé měsíční moře jižně od výrazného kráteru Buys-Ballot na odvrácené straně Měsíce a tudíž není pozorovatelné přímo ze Země. Lacus Luxuriae má průměr cca 50 km, jeho střední selenografické souřadnice jsou 19,4° S a 175,5° V.

## Pojmenování
Lacus Luxuriae pojmenovala roku 1976 Mezinárodní astronomická unie.